# Coccobius diaspidis
Coccobius diaspidis är en stekelart som först beskrevs av Howard 1907.  Coccobius diaspidis ingår i släktet Coccobius och familjen växtlussteklar. Inga underarter finns listade i Catalogue of Life.